# Перибонка
Перибонка (на английски: Peribonka River) е река в Източна Канада, източната част на провинция Квебек, вливаща се от север в езерото Сен Жан. Дължината ѝ от 451 км ѝ отрежда 79-о място сред реките на Канада.
Река Перибонка изтича от малко безименно езеро (на 808 м н.в.), разположено в южните склонове на възвишението Отиш, най-високата част на полуостров Лабрадор. Тече в южна посока, като преминава през проточните езера Онистаган и Перибонка, приема отляво най-големия си приток река Мануан и се влива в северната част на езерото Сен Жан, на 98 м н.в., при малкото градче Перибонка.
Площта на водосборния басейн на Перибонка е 28 200 km2, който представлява 32% от водосборния басейн на река Сагеней.
Многогодишният среден дебит в устието на Перибонка е 730 m3/s, като максимумът е през месеците юни и юли, а минимумът през януари и февруари. От ноември до април реката замръзва.
По течението на реката са изградени четири ВЕЦ-а с обща мощност от 1730 MW.
Първото изследване и картиране на цялото течение на реката е извършено през октомври 1679 г. от френския изследовател на Канада Луи Жолие.